# Realigi キャラクターソングベスト
『realigi キャラクターソングベスト』（レアリーギ キャラクターソングベスト）は2000年7月26日に発売された日本の声優、歌手である桑島法子のファーストアルバムである。エスペラントで「叶える」「実現させる」の意（但し内容は、特にエスペラントとは直接的なつながりはない）。

## 収録曲
1. 私らしく
2. 夢の翼を拡げて〜しろボンのテーマ〜
3. Somewhere
4. Believe
5. 雷弩機兵ガイブレイブのテーマ
6. 雨のち晴れたら（キャンディ・ポップ・ヴァージョン）
7. 神世界・風
8. サンクトゥス（元来のタイトルは、ラテン文字で“Sanctus”である）
9. Tears of Eden
10. Cocoon（英語で「繭」の意。桑島がパーソナリティーを務めていたラジオ番組“CLUB db”のオープニング・テーマ曲）
11. It’s Too Late（キャロル・キングの同名曲のカヴァー。上記“Cocoon”と同時期に“CLUB db”エンディング・テーマ曲として使用された）